# Johanna-Odebrecht-Stiftung

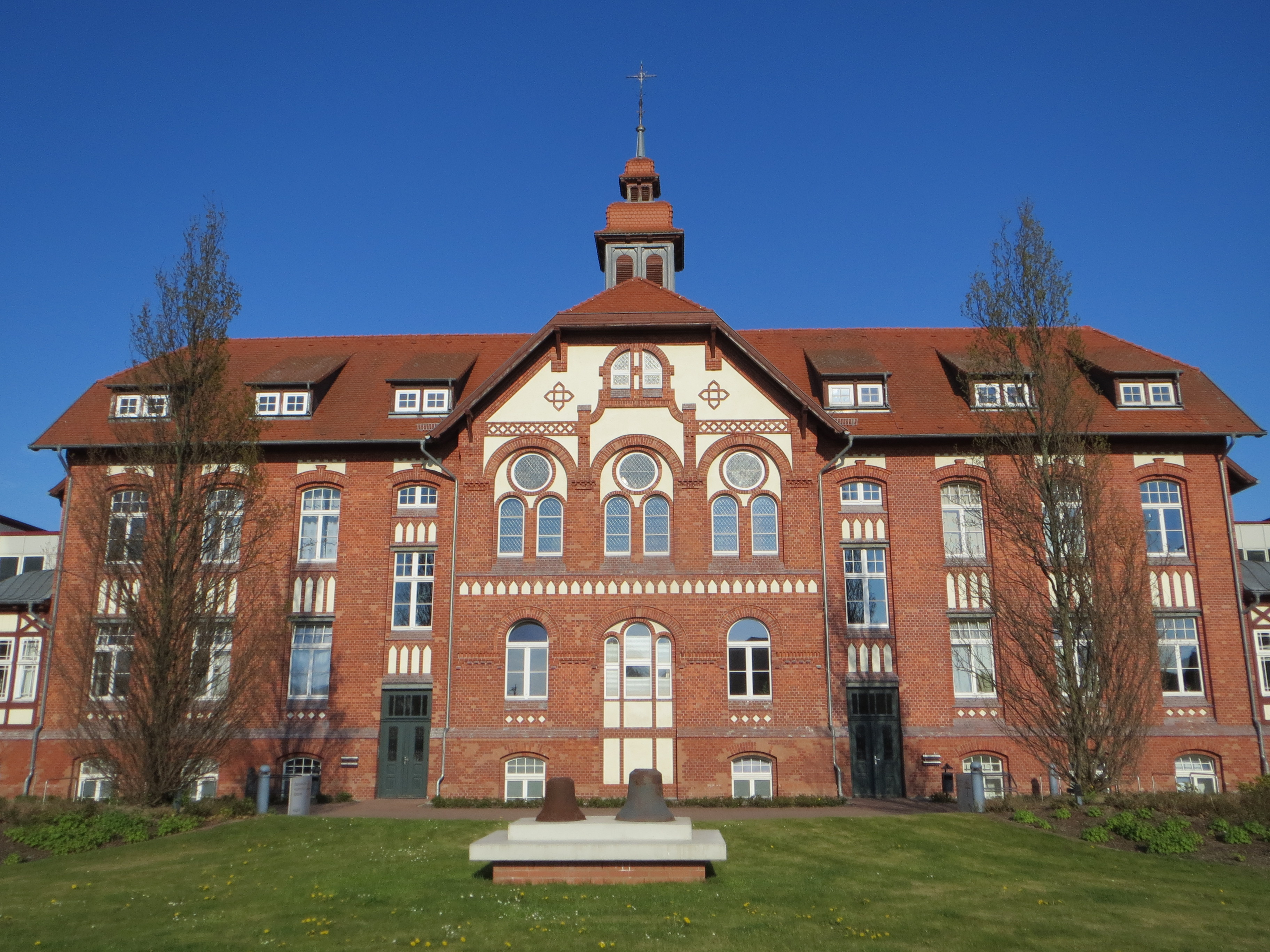
Haus A der Odebrecht-Stiftung (2014)

Die Johanna-Odebrecht-Stiftung ist eine kirchliche Stiftung in Greifswald. Ihr Hauptsitz befindet sich in einem von 1902 bis 1904 errichteten, denkmalgeschützten Gebäudekomplex in der Gützkower Landstraße.

## Geschichte
Johanna Odebrecht (1794–1856), eine Tochter des Ratsverwandten und späteren Greifswalder Bürgermeisters Johann Hermann Odebrecht (1757–1821), hatte 1828 eine Armenschule gegründet, die um 1833 in eine Erziehungsanstalt für Mädchen umgewandelt wurde. Vorbild für sie war Johann Heinrich Wichern und sein Rauhes Haus. In ihrem Testament vom 7. Juli 1848 bestimmte sie, dass ein Kapital von 4825 Talern und die Erträge ihrer beiden Wohnhäuser in der Wollweberstraße für das Fortbestehen ihrer Erziehungsanstalt dienen sollten. Weiterhin verfügte sie 4600 Taler für die Gründung einer Rettungsanstalt für arme Mädchen, 4000 Taler für eine Armenstiftung und jeweils 400 Taler als Prämienfonds zur Unterstützung aus der Schule entlassener Mädchen sowie ihrer Patenkinder bei Verheiratung oder Hilfsbedürftigkeit. Ihre vier Geschwister wurden mit je 1500 Talern abgefunden. Zum Verwalter und Testamentsvollstrecker bestimmte sie ihren Schwager Hermann Theodor Hoefer, der jedoch bereits einen Monat nach ihr starb. Diese Aufgaben wurden daher einem Komitee aus vier Männern der Stadt Greifswald unter Führung des späteren Bürgermeisters Daniel Joachim Christian Teßmann übertragen.
1886 wurde die Odebrechtsche Schule in Übereinstimmung mit dem Testament aufgehoben, da in den städtischen Freischulen inzwischen auch die unteren sozialen Schichten gefördert wurden. Die gesamte Schulstiftung sowie alle Prämienfonds wurden dem Rettungshausfonds zugeschlagen.
1900 erwarb die Stiftung ein 7,5 Hektar großes Stück Land an der Gützkower Landstraße. In den Jahren 1902 bis 1904 entstand hier mit finanzieller Unterstützung der Provinzialregierung der Provinz Pommern in Stettin ein umfangreicher Gebäudekomplex. Der Backstein-Komplex zählt zu den bedeutendsten Bauleistungen in Greifswald nach der Jahrhundertwende. Er vereinigt historistische Stilelemente, die dem Johann-Albrecht-Stil, einer mecklenburgisch-pommerschen Variante der Neorenaissance verhaftet sind, mit frühen Ansätzen der Heimatschutzarchitektur. In einer nahezu symmetrischen Anlage umfasst der Komplex Gebäude zur Unterbringung, praktischen Beschäftigung und geistigen Ausbildung, verbunden mit einem Wirtschaftshof. Das erste Gebäude wurde am 2. Oktober 1902, das Haupthaus am 1. April 1903 und das dritte Fürsorgehaus im Herbst 1904 fertiggestellt. Es folgten noch das Predigerhaus, Stallungen und ein Waschhaus.
In den Häusern lebten 120 Mädchen, die aus der gesamten Provinz Pommern kamen, im Alter von 14 bis 18 Jahren in zwölf Wohngruppen unter der Betreuung von Diakonissen aus dem Diakonissen- und Krankenhaus Bethanien.
Im Jahr 1936 übernahm die Nationalsozialistische Volkswohlfahrt die Einrichtung pachtweise und gestaltete sie um. Obwohl die Pachtverträge eine weitere kirchliche Nutzung vorsahen, wurden die Kapelle und das Pfarrhaus ihrer kirchlichen Zweckbestimmung entzogen. Die Kapelle wurde zum nationalsozialistischen Festsaal umgestaltet. Als sich 1938 kirchlicher Widerspruch regte, hob der Regierungspräsident von Pommern einseitig die Anstaltsgemeinde auf, was zum letztlich erfolglosen Einspruch des Evangelischen Oberkirchenrats in Berlin führte, der immer noch glaubte, man könne eine Lösung finden, dass einerseits den evangelisch-kirchlichen Belangen kein Eintrag geschieht, andererseits die Bestrebungen der NS-Volkswohlfahrt verwirklicht werden können. Nach dem Ende des Zweiten Weltkriegs wurde schon am 15. Mai 1945 das Kuratorium neu gebildet und die Stiftung wieder dem Vermächtnis entsprechend ausgerichtet.
Die Odebrecht Stiftung entging als einzige der Zusammenlegung aller Greifswalder Stiftungen in die Peter-Warschow-Sammelstiftung in den 1950er Jahren.
Das zentrale Haus der Stiftung (Haus A) wurde 1953 zum Krankenhaus Bethanien, einer diakonischen Einrichtung in der Nachfolge des gleichnamigen Diakonissenkrankenhauses in Stettin, die ab 1984 als Fachkrankenhaus für Psychiatrie geführt wurde. Nachdem der Rat der Stadt einige zwischenzeitlich beschlagnahmte Gebäude zurückgegeben hatte, entstand hier 1962 mit dem Seminar für kirchliche Dienste eine Ausbildungsstätte für Kinder-, Gemeinde-, Verwaltungs- und Wirtschaftsdiakoninnen.
1965 kam ein Feierabendheim (Altenheim) mit zunächst 25 Plätzen hinzu, und 1976 eine Fördertagesstätte mit 25 Plätzen für geistig behinderte Kinder und Jugendliche.
Nach der Wende und mit der Wiedervereinigung Deutschlands erhielt die Stiftung neue Wirkungsmöglichkeiten, und es kam zu einer bedeutenden Ausweitung der Arbeit. Seit 1991 ist das Krankenhaus Bethanien Teil des Krankenhausplans des Landes Mecklenburg-Vorpommern. Es entstanden eine Schule für geistig Behinderte (1992), ein Altenhilfezentrum (1996) und eine Fachklinik für Abhängigkeitsrehabilitation (1998). Die Stiftung übernahm die Suchtberatungsstellen in Greifswald, Anklam und Wolgast (1999), Ueckermünde und Pasewalk (2006) und Demmin (2013). Die Schule erhielt den Namen Martinschule und wird ab 2006 als evangelische integrierte Gesamtschule mit gymnasialer Oberstufe geführt.

## Arbeitsbereiche und Einrichtungen
Seit dem 1. Januar 2005 sind das Krankenhaus Bethanien und das Altenhilfezentrum rechtlich selbständige Unternehmen in Gestalt einer gGmbH.
- Evangelisches Krankenhaus Bethanien

Tageskliniken
Psychiatrische Institutsambulanz
Ambulante psychiatrische Pflege
Ambulante häusliche Pflege
Suchtberatung
Fachklinik Greifswald - Fachklinik für Abhängigkeitserkrankungen (vorwiegend Alkohol und Medikamente)
Intensiv betreutes Wohnen
- Evangelisches Schulzentrum Martinschule, 474 Schüler (2013)
- Medizinisches Versorgungszentrum der Odebrecht-Stiftung (MVZ)
- Evangelisches Altenhilfezentrum Paul-Gerhardt

Tagespflege
- Zentrale Dienste
- Odebrecht-Service GmbH

## Kapelle
Die Kapelle ist kein eigener Baukörper, sondern ein Betsaal, der den zentralen Bereich des Hauses 1 im Obergeschoss einnimmt. In der Zeit der NS-Volkswohlfahrt wurde die Kapelle profaniert und diente als Werkraum. Im Jahr 1955 wurde die Kapelle wieder eingeweiht. Von ihrer alten Einrichtung ist nichts erhalten.

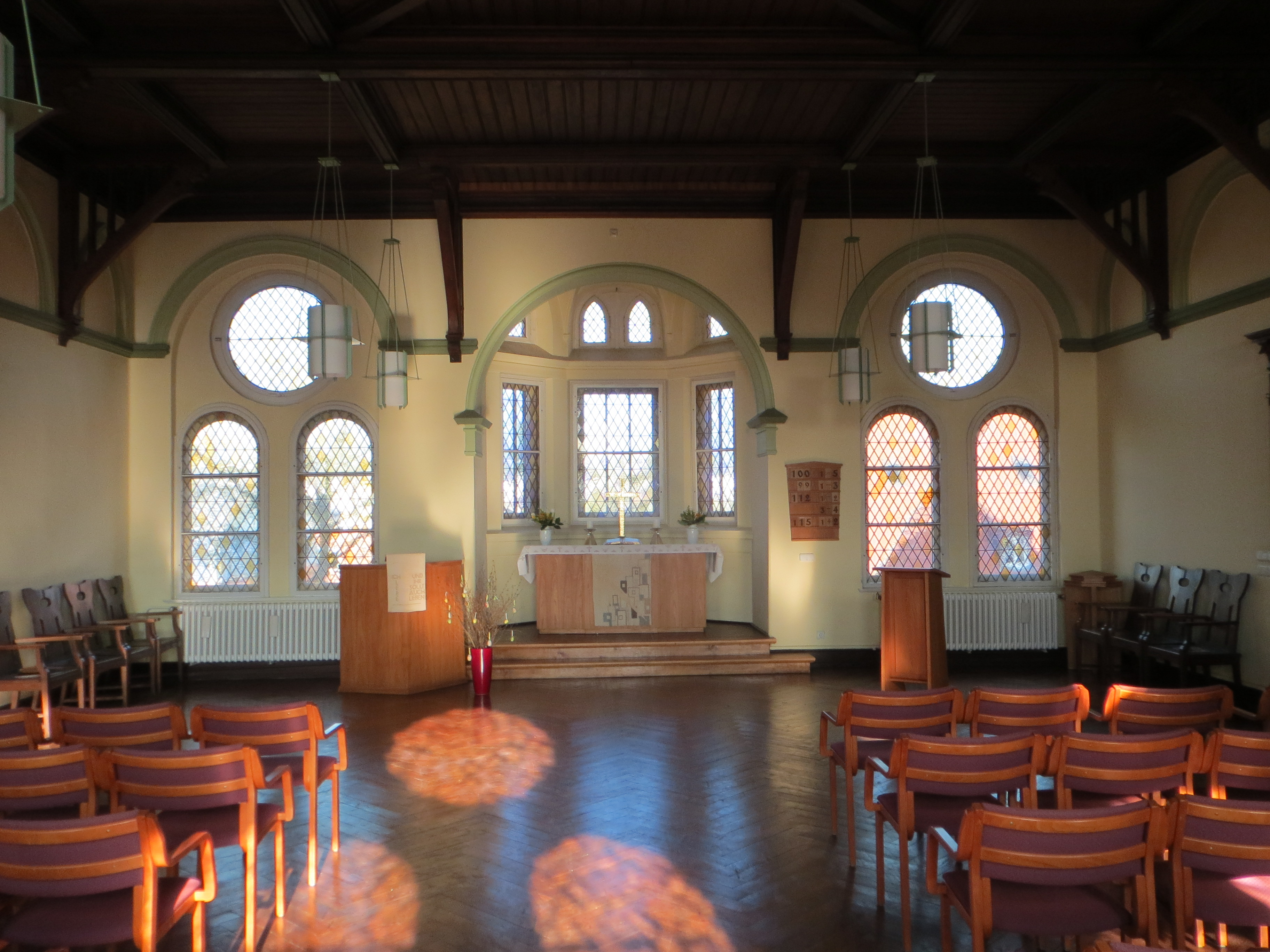
Kapelle
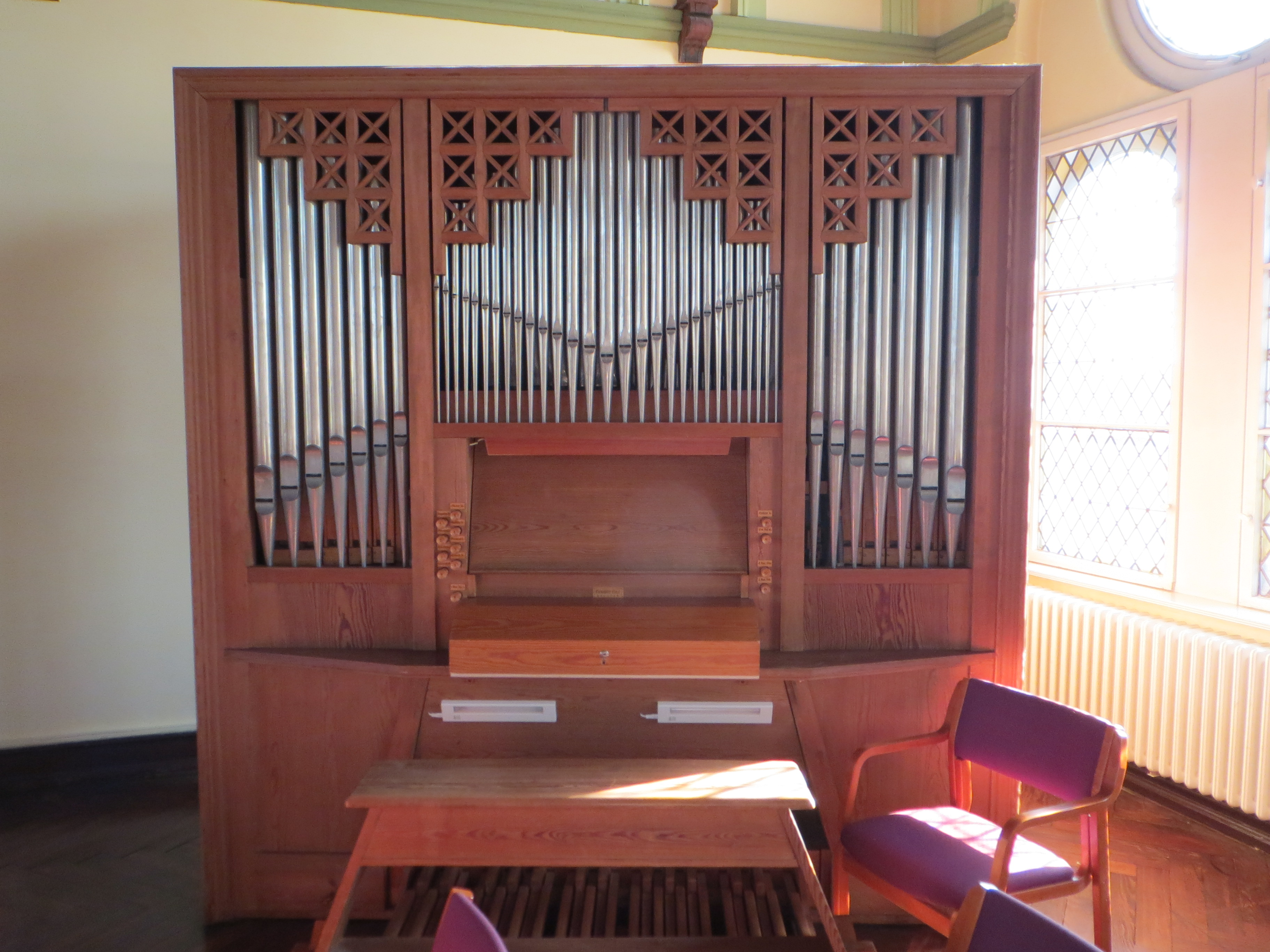
Orgel

### Orgel
1962 wurde in der Kapelle eine Orgel der Firma Hermann Eule Orgelbau Bautzen aufgestellt, ein vollmechanisches Schleifladen-Instrument mit einem klingenden Prospekt aus Zinnpfeifen. Es umfasst 10 Register auf zwei Manualen und Pedal.
| I Manual |            |    |
| 1.       | Gedackt    | 8′ |
| 2.       | Prinzipal  | 4′ |
| 3.       | Waldflöte  | 2′ |
| 4.       | Mixtur III |    |

| II Manual |                 |    |
| 5.        | Quintade        | 8′ |
| 6.        | Rohrflöte       | 4′ |
| 7.        | Prinzipal       | 2′ |
| 8.        | Sesquialtera II |    |

| Pedal |             |     |
| 9.    | Gedeckt-Baß | 16′ |
| 10.   | Dolkan      | 4′  |

Koppeln: II/I, I/P, II/P
Anmerkungen
1. ↑  Labialpfeife, trichterförmig

### Glocken
Auf dem Dachfirst des Hauses A befindet sich ein Dachreiter, der als Glockenturm der Stiftung dient. 1956 erhielt er zwei Eisenhartgussglocken der Gießerei Schilling (Apolda) in den Schlagtönen es2 und ges2.
2011 wurden die inzwischen abgängigen Hartgussglocken durch ein Geläut aus drei Bronzeglocken aus den Jahren 1963/67 ersetzt, das aus der 2009 entwidmeten Maria-Magdalenen-Kirche in Hannover-Ricklingen stammt. Die kleinste Glocke, gegossen 1963, wiegt 62 kg und hat den Schlagton h2. Die mittlere Glocke, gegossen 1967, wiegt 78 kg und hat den Schlagton a2. Die große Glocke, ebenfalls 1967 gegossen, wiegt 157 kg und hat den Schlagton e2. Die Hartgussglocken wurden vor dem Haus A aufgestellt.